# Salmo 104

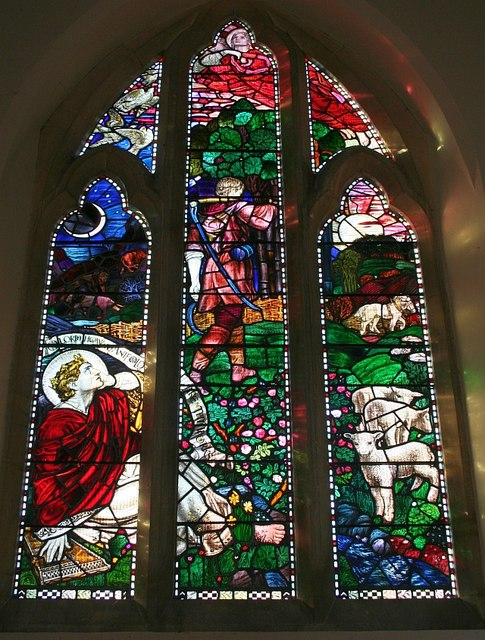
Salmo 104:24 en la ventana oeste de la iglesia de Hook

El Salmo 104 es el salmo 104 del Libro de los Salmos, que comienza en hebreo «ברכי נפשי» (barachi nafshi: «bendice mi alma»); en inglés en la Versión King James: «Bendice al Señor, oh alma mía. Oh Señor, Dios mío, tú eres muy grande». En el sistema de numeración ligeramente diferente utilizado en la versión griega Septuaginta y en la versión latina Vulgata de la Biblia, este salmo es el «Salmo 103». En latín, se conoce como «Benedic anima mea Domino».
El Salmo 104 se utiliza habitualmente en las liturgias judía, ortodoxa oriental, católica, luterana, anglicana y otras liturgias protestantes. A menudo se ha puesto música, incluyendo obras de John Dowland, Heinrich Schütz, Philip Glass y William Lovelady.
La aparición inaugural del término «Aleluya» en el Antiguo Testamento puede identificarse en el Salmo 104, con ejemplos posteriores en los Salmos 105 y 106. En particular, O. Palmer Robertson percibe estos Salmos como una tríada cohesionada, que sirve como composiciones finales del Libro 4. El Aleluya también aparecerá en el Salmo 113, el Salmo 117, el Salmo 135 y los Salmos 146 al 150.
El salmo tiene un notable parecido con el Gran Himno al Atón, escrito unos 400 años antes en Egipto por Akenatón.

## Texto
La siguiente tabla muestra el texto en hebreo del Salmo con vocales, junto con el texto en griego koiné de la Septuaginta y la traducción al español de la Biblia del Rey Jacobo. Tenga en cuenta que el significado puede variar ligeramente entre estas versiones, ya que la Septuaginta y el texto masorético provienen de tradiciones textuales diferentes. En la Septuaginta, este salmo está numerado como Salmo 103.
| #  | Hebreo                                                            | Español | Griego |
| -- | ----------------------------------------------------------------- | --- | --- |
| 1  | בָּרְכִ֥י נַפְשִׁ֗י אֶת־יְ֫הֹוָ֥ה יְהֹוָ֣ה אֱ֭לֹהַי גָּדַ֣לְתָּ מְּאֹ֑ד ה֖וֹד וְהָדָ֣ר לָבָֽשְׁתָּ׃               | Bendice, alma mía, al Señor. Oh Señor, Dios mío, eres muy grande; estás revestido de honor y majestad.                               | Τῷ Δαυΐδ. - ΕΥΛΟΓΕΙ, ἡ ψυχή μου, τὸν Κύριον. Κύριε ὁ Θεός μου, ἐμεγαλύνθης σφόδρα, ἐξομολόγησιν καὶ μεγαλοπρέπειαν ἐνεδύσω       |
| 2  | עֹֽטֶה־א֭וֹר כַּשַּׂלְמָ֑ה נוֹטֶ֥ה שָׁ֝מַ֗יִם כַּיְרִיעָֽה׃                                   | Tú que te cubres de luz como de un manto, que extiendes los cielos como una cortina:                                                 | ἀναβαλλόμενος φῶς ὡς ἱμάτιον, ἐκτείνων τὸν οὐρανὸν ὡσεὶ δέρριν·                                                                  |
| 3  | הַ֥מְקָרֶ֥ה בַמַּ֗יִם עֲֽלִיּ֫וֹתָ֥יו הַשָּׂם־עָבִ֥ים רְכוּב֑וֹ הַֽ֝מְהַלֵּ֗ךְ עַל־כַּנְפֵי־רֽוּחַ׃              | Quien pone los travesaños de sus aposentos en las aguas; quien hace de las nubes su carroza; quien camina sobre las alas del viento; | ὁ στεγάζων ἐν ὕδασι τὰ ὑπερῷα αὐτοῦ, ὁ τιθεὶς νέφη τὴν ἐπίβασιν αὐτοῦ, ὁ περιπατῶν ἐπὶ πτερύγων ἀνέμων·                          |
| 4  | עֹשֶׂ֣ה מַלְאָכָ֣יו רוּח֑וֹת מְ֝שָׁרְתָ֗יו אֵ֣שׁ לֹהֵֽט׃                                   | Quien hace a sus ángeles espíritus, y a sus ministros una llama de fuego.                                                            | ὁ ποιῶν τοὺς ἀγγέλους αὐτοῦ πνεύματα καὶ τοὺς λειτουργοὺς αὐτοῦ πυρὸς φλόγα.                                                     |
| 5  | יָֽסַד־אֶ֭רֶץ עַל־מְכוֹנֶ֑יהָ בַּל־תִּ֝מּ֗וֹט עוֹלָ֥ם וָעֶֽד׃                               | ¿Quién fundó la tierra, para que no sea removida para siempre?                                                                       | ὁ θεμελιῶν τὴν γῆν ἐπὶ τὴν ἀσφάλειαν αὐτῆς, οὐ κλιθήσεται εἰς τὸν αἰῶνα τοῦ αἰῶνος.                                              |
| 6  | תְּ֭הוֹם כַּלְּב֣וּשׁ כִּסִּית֑וֹ עַל־הָ֝רִ֗ים יַ֖עַמְדוּ מָֽיִם׃                               | Lo cubriste con el abismo como con un manto; las aguas se levantaron sobre las montañas.                                             | ἄβυσσος ὡς ἱμάτιον τὸ περιβόλαιον αὐτοῦ, ἐπὶ τῶν ὀρέων στήσονται ὕδατα·                                                          |
| 7  | מִן־גַּעֲרָ֣תְךָ֣ יְנוּס֑וּן מִן־ק֥וֹל רַֽ֝עַמְךָ֗ יֵחָפֵזֽוּן׃                               | A tu reprensión huyeron; a la voz de tu trueno se apresuraron a huir.                                                                | ἀπὸ ἐπιτιμήσεώς σου φεύξονται, ἀπὸ φωνῆς βροντῆς σου δειλιάσουσιν.                                                               |
| 8  | יַעֲל֣וּ הָ֭רִים יֵרְד֣וּ בְקָע֑וֹת אֶל־מְ֝ק֗וֹם זֶ֤ה ׀ יָסַ֬דְתָּ לָהֶֽם׃                       | Suben por los montes; bajan por los valles hasta el lugar que tú les has preparado.                                                  | ἀναβαίνουσιν ὄρη καὶ καταβαίνουσι πεδία εἰς τὸν τόπον ὃν ἐθεμελίωσας αὐτά·                                                       |
| 9  | גְּֽבוּל־שַׂ֭מְתָּ בַּל־יַעֲבֹר֑וּן בַּל־יְ֝שֻׁב֗וּן לְכַסּ֥וֹת הָאָֽרֶץ׃                           | Tú has puesto un límite para que no puedan pasar, para que no vuelvan a cubrir la tierra.                                            | ὅριον ἔθου, ὃ οὐ παρελεύσονται, οὐδὲ ἐπιστρέψουσι καλύψαι τὴν γῆν.                                                               |
| 10 | הַֽמְשַׁלֵּ֣חַ מַ֭עְיָנִים בַּנְּחָלִ֑ים בֵּ֥ין הָ֝רִ֗ים יְהַלֵּכֽוּן׃                              | Él envía los manantiales a los valles, que corren entre las colinas.                                                                 | ὁ ἐξαποστέλλων πηγὰς ἐν φάραγξιν, ἀνὰ μέσον τῶν ὀρέων διελεύσονται ὕδατα·                                                        |
| 11 | יַ֭שְׁקוּ כׇּל־חַיְת֣וֹ שָׂדָ֑י יִשְׁבְּר֖וּ פְרָאִ֣ים צְמָאָֽם׃                                | Dan de beber a todos los animales del campo; los asnos salvajes sacian su sed.                                                       | ποτιοῦσι πάντα τὰ θηρία τοῦ ἀγροῦ, προσδέξονται ὄναγροι εἰς δίψαν αὐτῶν·                                                         |
| 12 | עֲ֭לֵיהֶם עוֹף־הַשָּׁמַ֣יִם יִשְׁכּ֑וֹן מִבֵּ֥ין עֳ֝פָאיִ֗ם יִתְּנוּ־קֽוֹל׃                        | Por ellos habitarán las aves del cielo, las que cantan entre las ramas.                                                              | ἐπ᾿ αὐτὰ τὰ πετεινὰ τοῦ οὐρανοῦ κατασκηνώσει, ἐκ μέσου τῶν πετρῶν δώσουσι φωνήν.                                                 |
| 13 | מַשְׁקֶ֣ה הָ֭רִים מֵעֲלִיּוֹתָ֑יו מִפְּרִ֥י מַ֝עֲשֶׂ֗יךָ תִּשְׂבַּ֥ע הָאָֽרֶץ׃                          | Él riega los montes desde sus cámaras; la tierra se sacia con el fruto de tus obras.                                                 | ποτίζων ὄρη ἐκ τῶν ὑπερῴων αὐτοῦ, ἀπὸ καρποῦ τῶν ἔργων σου χορτασθήσεται ἡ γῆ.                                                   |
| 14 | מַצְמִ֤יחַ חָצִ֨יר ׀ לַבְּהֵמָ֗ה וְ֭עֵשֶׂב לַעֲבֹדַ֣ת הָאָדָ֑ם לְה֥וֹצִיא לֶ֝֗חֶם מִן־הָאָֽרֶץ׃            | Él hace crecer la hierba para el ganado y las plantas para el servicio del hombre, para que saque de la tierra el sustento.          | ὁ ἐξανατέλλων χόρτον τοῖς κτήνεσι καὶ χλόην τῇ δουλείᾳ τῶν ἀνθρώπων τοῦ ἐξαγαγεῖν ἄρτον ἐκ τῆς γῆς·                              |
| 15 | וְיַ֤יִן ׀ יְשַׂמַּ֬ח לְֽבַב־אֱנ֗וֹשׁ לְהַצְהִ֣יל פָּנִ֣ים מִשָּׁ֑מֶן וְ֝לֶ֗חֶם לְֽבַב־אֱנ֥וֹשׁ יִסְעָֽד׃         | Y vino que alegra el corazón del hombre, y aceite para hacer resplandecer su rostro, y pan que fortalece el corazón del hombre.      | καὶ οἶνος εὐφραίνει καρδίαν ἀνθρώπου τοῦ ἱλαρῦναι πρόσωπον ἐν ἐλαίῳ, καὶ ἄρτος καρδίαν ἀνθρώπου στηρίζει.                        |
| 16 | יִ֭שְׂבְּעוּ עֲצֵ֣י יְהֹוָ֑ה אַֽרְזֵ֥י לְ֝בָנ֗וֹן אֲשֶׁ֣ר נָטָֽע׃                                | Los árboles del Señor están llenos de savia; los cedros del Líbano, que él ha plantado.                                              | χορτασθήσονται τὰ ξύλα τοῦ πεδίου, αἱ κέδροι τοῦ Λιβάνου, ἃς ἐφύτευσας.                                                          |
| 17 | אֲשֶׁר־שָׁ֭ם צִפֳּרִ֣ים יְקַנֵּ֑נוּ חֲ֝סִידָ֗ה בְּרוֹשִׁ֥ים בֵּיתָֽהּ׃                             | Donde las aves hacen sus nidos: en cuanto a la cigüeña, los abetos son su casa.                                                      | ἐκεῖ στρουθία ἐννοσσεύσουσι, τοῦ ἐρωδιοῦ ἡ οἰκία ἡγεῖται αὐτῶν.                                                                  |
| 18 | הָרִ֣ים הַ֭גְּבֹהִים לַיְּעֵלִ֑ים סְ֝לָאִ֗ים מַחְסֶ֥ה לַֽשְׁפַנִּֽים׃                             | Las altas colinas son refugio para las cabras montesas, y las rocas para las liebres.                                                | ὄρη τὰ ὑψηλὰ ταῖς ἐλάφοις, πέτρα καταφυγὴ τοῖς λαγωοῖς.                                                                          |
| 19 | עָשָׂ֣ה יָ֭רֵחַ לְמוֹעֲדִ֑ים שֶׁ֝֗מֶשׁ יָדַ֥ע מְבוֹאֽוֹ׃                                    | Él estableció la luna para las estaciones; el sol conoce su salida.                                                                  | ἐποίησε σελήνην εἰς καιρούς, ὁ ἥλιος ἔγνω τὴν δύσιν αὐτοῦ.                                                                       |
| 20 | תָּֽשֶׁת־חֹ֭שֶׁךְ וִ֣יהִי לָ֑יְלָה בּוֹ־תִ֝רְמֹ֗שׂ כׇּל־חַיְתוֹ־יָֽעַר׃                            | Tú haces las tinieblas, y es noche; en que se arrastran todas las bestias del bosque.                                                | ἔθου σκότος, καὶ ἐγένετο νύξ· ἐν αὐτῇ διελεύσονται πάντα τὰ θηρία τοῦ δρυμοῦ.                                                    |
| 21 | הַ֭כְּפִירִים שֹׁאֲגִ֣ים לַטָּ֑רֶף וּלְבַקֵּ֖שׁ מֵאֵ֣ל אׇכְלָֽם׃                                | Los leones jóvenes rugen tras su presa y buscan su carne en Dios.                                                                    | σκύμνοι ὠρυόμενοι τοῦ ἁρπάσαι καὶ ζητῆσαι παρὰ τῷ Θεῷ βρῶσιν αὐτοῖς.                                                             |
| 22 | תִּזְרַ֣ח הַ֭שֶּׁמֶשׁ יֵאָסֵפ֑וּן וְאֶל־מְ֝עוֹנֹתָ֗ם יִרְבָּצֽוּן׃                               | El sol se levanta, ellos se reúnen y se acuestan en sus guaridas.                                                                    | ἀνέτειλεν ὁ ἥλιος, καὶ συνήχθησαν καὶ εἰς τὰς μάνδρας αὐτῶν κοιτασθήσονται.                                                      |
| 23 | יֵצֵ֣א אָדָ֣ם לְפׇעֳל֑וֹ וְֽלַעֲבֹ֖דָת֣וֹ עֲדֵי־עָֽרֶב׃                                    | El hombre sale a su trabajo y a su labor hasta la noche.                                                                             | ἐξελεύσεται ἄνθρωπος ἐπὶ τὸ ἔργον αὐτοῦ καὶ ἐπὶ τὴν ἐργασίαν αὐτοῦ ἕως ἑσπέρας.                                                  |
| 24 | מָה־רַבּ֬וּ מַעֲשֶׂ֨יךָ ׀ יְֽהֹוָ֗ה כֻּ֭לָּם בְּחׇכְמָ֣ה עָשִׂ֑יתָ מָלְאָ֥ה הָ֝אָ֗רֶץ קִנְיָנֶֽךָ׃               | ¡Oh Señor, cuán múltiples son tus obras! Con sabiduría las hiciste todas; la tierra está llena de tus riquezas.                      | ὡς ἐμεγαλύνθη τὰ ἔργα σου, Κύριε· πάντα ἐν σοφίᾳ ἐποίησας, ἐπληρώθη ἡ γῆ τῆς κτίσεώς σου.                                        |
| 25 | זֶ֤ה ׀ הַיָּ֥ם גָּדוֹל֮ וּרְחַ֢ב יָ֫דָ֥יִם שָֽׁם־רֶ֭מֶשׂ וְאֵ֣ין מִסְפָּ֑ר חַיּ֥וֹת קְ֝טַנּ֗וֹת עִם־גְּדֹלֽוֹת׃     | Así es este mar grande y ancho, en el que hay innumerables seres que se arrastran, tanto pequeños como grandes animales.             | αὕτη ἡ θάλασσα ἡ μεγάλη καὶ εὐρύχωρος, ἐκεῖ ἑρπετά, ὧν οὐκ ἔστιν ἀριθμός, ζῷα μικρὰ μετὰ μεγάλων·                                |
| 26 | שָׁ֭ם אֳנִיּ֣וֹת יְהַלֵּכ֑וּן לִ֝וְיָתָ֗ן זֶֽה־יָצַ֥רְתָּ לְשַֽׂחֶק־בּֽוֹ׃                            | Ahí van los barcos: ahí está ese leviatán, a quien tú has creado para que juegue en ellos.                                           | ἐκεῖ πλοῖα διαπορεύονται, δράκων οὗτος, ὃν ἔπλασας ἐμπαίζειν αὐτῇ.                                                               |
| 27 | כֻּ֭לָּם אֵלֶ֣יךָ יְשַׂבֵּר֑וּן לָתֵ֖ת אׇכְלָ֣ם בְּעִתּֽוֹ׃                                    | Todos ellos esperan en ti, para que les des su comida a su debido tiempo.                                                            | πάντα πρὸς σὲ προσδοκῶσι, δοῦναι τὴν τροφὴν αὐτῶν εἰς εὔκαιρον.                                                                  |
| 28 | תִּתֵּ֣ן לָ֭הֶם יִלְקֹט֑וּן תִּפְתַּ֥ח יָ֝דְךָ֗ יִשְׂבְּע֥וּן טֽוֹב׃                               | Lo que tú les das, ellos recogen; tú abres tu mano y ellos se llenan de bienes.                                                      | δόντος σου αὐτοῖς συλλέξουσιν, ἀνοίξαντός σου τὴν χεῖρα, τὰ σύμπαντα πλησθήσονται χρηστότητος.                                   |
| 29 | תַּסְתִּ֥יר פָּנֶיךָ֮ יִֽבָּהֵ֫ל֥וּן תֹּסֵ֣ף ר֭וּחָם יִגְוָע֑וּן וְֽאֶל־עֲפָרָ֥ם יְשׁוּבֽוּן׃                | Tú escondes tu rostro, ellos se turban; tú les quitas el aliento, mueren y vuelven al polvo.                                         | ἀποστρέψαντος δέ σου τὸ πρόσωπον ταραχθήσονται· ἀντανελεῖς τὸ πνεῦμα αὐτῶν, καὶ ἐκλείψουσι καὶ εἰς τὸν χοῦν αὐτῶν ἐπιστρέψουσιν. |
| 30 | תְּשַׁלַּ֣ח ר֭וּחֲךָ יִבָּרֵא֑וּן וּ֝תְחַדֵּ֗שׁ פְּנֵ֣י אֲדָמָֽה׃                                  | Tú envías tu espíritu, y son creados; y renuevas la faz de la tierra.                                                                | ἐξαποστελεῖς τὸ πνεῦμά σου, καὶ κτισθήσονται, καὶ ἀνακαινιεῖς τὸ πρόσωπον τῆς γῆς.                                               |
| 31 | יְהִ֤י כְב֣וֹד יְהֹוָ֣ה לְעוֹלָ֑ם יִשְׂמַ֖ח יְהֹוָ֣ה בְּמַעֲשָֽׂיו׃                             | La gloria del Señor permanecerá para siempre; el Señor se regocijará en sus obras.                                                   | ἤτω ἡ δόξα Κυρίου εἰς τοὺς αἰῶνας, εὐφρανθήσεται Κύριος ἐπὶ τοῖς ἔργοις αὐτοῦ·                                                   |
| 32 | הַמַּבִּ֣יט לָ֭אָרֶץ וַתִּרְעָ֑ד יִגַּ֖ע בֶּהָרִ֣ים וְֽיֶעֱשָֽׁנוּ׃                                | Él mira la tierra, y ella tiembla; toca los montes, y humean.                                                                        | ὁ ἐπιβλέπων ἐπὶ τὴν γῆν καὶ ποιῶν αὐτὴν τρέμειν, ὁ ἁπτόμενος τῶν ὀρέων καὶ καπνίζονται.                                          |
| 33 | אָשִׁ֣ירָה לַיהֹוָ֣ה בְּחַיָּ֑י אֲזַמְּרָ֖ה לֵאלֹהַ֣י בְּעוֹדִֽי׃                               | Cantaré al Señor mientras viva; cantaré alabanzas a mi Dios mientras exista.                                                         | ᾄσω τῷ Κυρίῳ ἐν τῇ ζωῇ μου, ψαλῶ τῷ Θεῷ μου ἕως ὑπάρχω·                                                                          |
| 34 | יֶעֱרַ֣ב עָלָ֣יו שִׂיחִ֑י אָ֝נֹכִ֗י אֶשְׂמַ֥ח בַּיהֹוָֽה׃                                   | Mi meditación sobre él será dulce: Me regocijaré en el Señor.                                                                        | ἡδυνθείη αὐτῷ ἡ διαλογή μου, ἐγὼ δὲ εὐφρανθήσομαι ἐπὶ τῷ Κυρίῳ.                                                                  |
| 35 | יִתַּ֤מּוּ חַטָּאִ֨ים ׀ מִן־הָאָ֡רֶץ וּרְשָׁעִ֤ים ׀ ע֤וֹד אֵינָ֗ם בָּרְכִ֣י נַ֭פְשִׁי אֶת־יְהֹוָ֗ה הַֽלְלוּ־יָֽהּ׃ | Que los pecadores sean consumidos de la tierra, y que los malvados no sean más. Bendice al Señor, oh alma mía. Alabad al Señor.      | ἐκλείποιεν ἁμαρτωλοὶ ἀπὸ τῆς γῆς καὶ ἄνομοι, ὥστε μὴ ὑπάρχειν αὐτούς. εὐλόγει, ἡ ψυχή μου, τὸν Κύριον.                           |

### Versión Reina-Valera 1960
1. Bendice, alma mía, a Jehová. Jehová, Dios mío, tú eres muy grande; y estás vestido de majestad y de magnificencia.
2. Tú, que te cubres de luz como de vestido, que extiendes los cielos como una cortina;
3. que pones en las aguas los cimientos de tu casa; que tomas las nubes por tu carroza, y andas sobre las alas del viento;
4. El que hizo a sus ángeles espíritus, y a sus ministros llama de fuego.
5. El que cimentó la tierra, para que no se mueva jamás.
6. Con el abismo la cubriste como con un vestido, y las aguas se detuvieron sobre los montes.
7. A tu reprensión huyeron, a la voz de tu trueno se apresuraron.
8. Suben por los montes, bajan por los valles, al lugar que les preparaste.
9. Has puesto un límite que no pueden traspasar; para que no vuelvan a cubrir la tierra.
10. Él envía los manantiales a los valles, que corren entre las colinas.
11. Dan de beber a todas las bestias del campo: los asnos salvajes sacian su sed.
12. En ellos habitarán las aves del cielo, que cantan entre las ramas.
13. Él riega los montes desde sus aposentos: la tierra se sacia con el fruto de tus obras.
14. Hace crecer la hierba para el ganado y la hierba para el servicio del hombre: para que saque de la tierra el alimento;
15. Y el vino que alegra el corazón del hombre, y el aceite para hacer brillar su rostro, y el pan que fortalece el corazón del hombre.
16. Los árboles del Señor están llenos de savia; los cedros del Líbano, que él plantó;
17. Donde anidan las aves: en cuanto a la cigüeña, los abetos son su casa.
18. Las altas colinas son un refugio para las cabras montesas; y las rocas para los conejos.
19. Él designó la luna para las estaciones: el sol conoce su ocaso.
20. Tú haces las tinieblas, y es de noche: en ella se deslizan todas las bestias del bosque.
21. Los leoncillos rugen tras su presa, y piden a Dios su comida.
22. Cuando sale el sol, se reúnen y se echan en sus guaridas.
23. El hombre sale a su trabajo y a su labor hasta la tarde.
24. ¡Oh Señor, cuán múltiples son tus obras! En sabiduría las has hecho todas: la tierra está llena de tus riquezas.
25. Así es este gran y ancho mar, en el que hay innumerables seres que se arrastran, tanto pequeñas como grandes bestias.
26. Allí van los barcos: allí está ese leviatán, a quien has hecho jugar en él.
27. Todos ellos esperan en ti, para que les des su alimento a su debido tiempo.
28. Lo que les das, ellos lo recogen; abres tu mano, y se sacian de bien.
29. Ocultas tu rostro, y se turban; les quitas el aliento, y mueren, y vuelven al polvo.
30. Envías tu espíritu, y son creados; y renuevas la faz de la tierra.
31. La gloria de Jehová permanecerá para siempre; se regocijará Jehová en sus obras.
32. Él mira la tierra y tiembla; toca los montes y humean.
33. Cantaré al Señor mientras viva; cantaré alabanzas a mi Dios mientras exista.
34. Mi meditación de él será dulce; me alegraré en el Señor.
35. Que los pecadores sean consumidos de la tierra, y que los impíos no existan más. Bendice al Señor, oh alma mía. Alabad al Señor.

## Comentarios

### De la Iglesia católica

#### A todo el salmo
Es probable que las frases inicial y final del Salmo 104 se hayan añadido al unirlo con el anterior para darle un tono litúrgico y de alabanza. A diferencia de su predecesor, este salmo destaca especialmente el gobierno de Dios sobre el mundo natural y animal. En la estructura concéntrica que agrupa los Salmos 101-110, su paralelo sería el Salmo 107, que también muestra cómo Dios actúa en la creación, dominando tanto el mar (Salmo 107,23-30; Salmo 104,26) como las aguas dulces (Salmo 107,33-35; cf. Salmo 104,10).
El himno comienza exaltando la grandeza de Dios (v. 1), seguido de una descripción de su morada celestial y su poder sobre los fenómenos naturales (vv. 2-4). Luego se relata cómo estableció la tierra separándola de las aguas (vv. 5-9), cómo provee agua a la tierra y sus beneficios (vv. 10-18), y cómo regula el tiempo y la vida diaria a través de los ciclos naturales (vv. 19-23). También se menciona su sabiduría al ordenar la vida marina y terrestre (vv. 24-26), su provisión de alimento y aliento vital (vv. 27-30), y finalmente, se proclama su gloria y poder (vv. 31-32), culminando con una expresión personal del salmista (vv. 33-35). Este salmo, que celebra la creación y el cuidado de Dios, se proyecta en el Nuevo Testamento hacia Cristo, el Verbo por medio del cual todo fue creado (Jn 1,3) y en quien todo subsiste (Col 1,17). Por eso, la Iglesia lo utiliza en la liturgia de Pentecostés, al celebrar la venida del Espíritu Santo como culminación de la nueva creación iniciada en Cristo.

#### A los versículos 1-23
La creación y el orden del universo manifiestan la grandeza de Dios. Todo cuanto existe refleja su gloria, fruto tanto de su acto creador como de su constante providencia. El salmista, al componer este himno, toma inspiración del relato de la creación en Génesis 1, pero lo desarrolla con libertad poética. La luz, mencionada en el versículo 2, es lo primero que Dios crea, y se presenta como una realidad autónoma. Luego se alude al firmamento (cf. Gn 1,6), que en el salmo se compara, siguiendo la cosmovisión antigua, con una gran tienda desplegada por Dios. La imagen de Dios por encima de las aguas superiores (v. 3; cf. Gn 1,7) expresa su trascendencia, aunque emplee lenguaje de tipo mítico.
De manera similar, las expresiones sobre Dios que cabalga sobre las nubes, o que se sirve de los vientos y relámpagos —descritos como "fuegos llameantes" (v. 4)—, buscan mostrar su majestad en términos simbólicos. Este mismo versículo es citado en la Carta a los Hebreos (Hb 1,7), a partir de la versión de los Setenta, para subrayar que los ángeles, aunque impresionantes, son criaturas, mientras que Cristo es el Hijo eterno de Dios. La parte central del salmo describe con gran riqueza poética cómo Dios abastece de agua a la tierra mediante fuentes y lluvias. Gracias a ello, los animales salvajes pueden saciar su sed, los ganados se alimentan y los seres humanos obtienen sustento. Incluso los árboles crecen vigorosos —los "árboles del Señor" (v. 16)—, evocando una imagen de la tierra que recuerda al paraíso.
El versículo 10, que menciona cómo las aguas fluyen "por los montes", fue frecuentemente meditado por san Josemaría Escrivá. Basándose en la traducción de la Vulgata, que usa un futuro para expresar esa acción, él lo interpretaba como un llamado a la esperanza: que, aunque haya obstáculos, la ayuda de Dios llegará con certeza.

Crécete ante los obstáculos. —La gracia del Señor no te ha de faltar: inter medium montium pertransibunt aquae! —¡pasarás a través de los montes! ¿Qué importa que de momento hayas de recortar tu actividad si luego, como muelle que fue comprimido, llegarás sin comparación más lejos que nunca soñaste?.

Otras veces el mismo San Josemaría refería tales dificultades a los obstáculos del apostolado:

Algunos podrán parecer insuperables…, mas inter medium montium pertransibunt aquae —las aguas pasarán a través de las montañas: el espíritu sobrenatural y el ímpetu de nuestro celo horadarán los montes, y superaremos esos obstáculos.

#### A los versículos 24.35
Toda la creación, tanto en la tierra como en el mar, manifiesta la sabiduría de Dios. Incluso el Leviatán, criatura marina de origen mitológico, aparece aquí sin su carácter amenazante (v. 26), como parte del orden establecido por Dios.

La Sabiduría unigénita y personal de Dios es creadora y hacedora de todas las cosas. Todo —dice, en efecto, el salmo— lo hiciste con sabiduría, y también: La tierra está llena de tus criaturas. Pues, para que las cosas creadas no sólo existieran, sino que también existieran debidamente, quiso Dios acomodarse a ellas por su Sabiduría; imprimiendo en todas ellas en conjunto y en cada una en particular cierta similitud e imagen de Sí mismo, con lo cual se hiciese patente que las cosas creadas están embellecidas con la Sabiduría y que las obras de Dios son dignas de Él.

Dios actúa como un padre providente, dando alimento a todos los seres vivos hasta que quedan satisfechos y sosteniéndolos con su espíritu, el mismo que hizo del hombre un ser viviente al inicio de la creación (cf. Gn 2,7). El versículo 30, que habla del envío del espíritu renovador, es retomado por la Iglesia en su súplica al Espíritu Santo, especialmente en la liturgia de Pentecostés. En ese contexto, también se desarrolla en la Secuencia de la Misa, donde se expresa el deseo de que el Espíritu actúe transformando el mundo y el corazón humano.

Ven Espíritu divino, manda tu luz desde el cielo. (…) Entra hasta el fondo del alma, divina luz, y enriquécenos. Mira el vacío del hombre si Tú le faltas por dentro; mira el poder del pecado cuando no envías tu aliento. Riega la tierra en sequía, sana el corazón enfermo, lava las manchas, infunde calor de vida en el hielo, doma el espíritu indómito, guía al que tuerce el sendero.

El salmo concluye con el deseo de que la "gloria del Señor", es decir, el orden de la creación como manifestación permanente de su acción, permanezca para siempre. El salmista expresa su propósito de alabar a Dios durante toda su vida, cantando sus obras como lo ha hecho en este himno (vv. 33-34). Termina con una imprecación contra los pecadores, vistos como una amenaza al equilibrio del mundo recién contemplado (v. 35). La palabra "Aleluya", presente aquí según el texto hebreo —aunque en la versión de los Setenta aparece al final del salmo siguiente—, tiene una clara función litúrgica.

## Estructura
vanGemeren señala una estructura quiástica en el Salmo 104, y Grogan señala que la estructura sigue la narrativa de la creación en Génesis 1:
| Estructura quiástica                            | Génesis 1 Relato de la creación Día |
| ----------------------------------------------- | ----------------------------------- |
| A: Alabanza del esplendor real de Dios (1-4)    | 1-2                                 |
| B: La formación material de la tierra (5-9)     | 3                                   |
| C: La gloria de la creación animal (10-18)      | 5 (quiasmo)                         |
| D: La regularidad del mundo creado (19-23)      | 4 y 5                               |
| C': La gloria de la creación animal (24-26)     | 4 y 5                               |
| B': El sustento espiritual de la tierra (27-30) |                                     |
| A': Alabanza del esplendor real de Dios (31-35) |                                     |

## Contenido
El Salmo 104, uno de los salmos más largos, se divide tradicionalmente en 35 versículos. Comienza describiendo la gloria de Dios («Que te cubres de luz como con un manto», v. 2).
- El versículo 5 afirma que Dios ha «puesto los cimientos [מכון] de la Tierra».
- Los versículos 6 a 13 tratan del orden de las aguas, los versículos 14-18 de la vegetación y la vida animal, y los versículos 19-24 del Sol y la Luna, y el ciclo del día y la noche.
- El versículo 24 resume: «¡Cuán innumerables son tus obras, oh Señor! Todas las hiciste con sabiduría; la tierra está llena de tus riquezas». (NVI)
- El versículo 26 menciona el Leviatán (monstruo marino).
- Los versículos 27-30 enfatizan cómo todas las criaturas aún dependen de la atención y provisión continuas del creador, y perecen si él desvía su atención.
- El versículo 30 dice: «Envías tu espíritu, son creados; y renuevas la faz de la tierra». (KJV)
- Los versículos finales (31-35) reiteran el poder y la gloria de YHWH, y el compositor expresa su adoración y, en el versículo final, su deseo de que los pecadores (חטא) y los malvados (רשע) sean «consumidos de la tierra».

En el texto masorético, la frase Aleluya se coloca al final del versículo final. Esto falta en la Septuaginta y la Vulgata, pero la KJV lo traduce como «Alabad al SEÑOR».

## Similitud con el Himno a Atón
El Salmo 104 tiene similitudes con el Himno a Atón egipcio (siglo XIV a. C.), que se cita con frecuencia como texto paralelo. en particular:
| Himno de Atón | Contenido | Salmo 104 |
| ------------- | --- | --------- |
| ii 7 – iii 10 | Un león abandona su guarida al anochecer, y la gente se levanta al amanecer para emprender su trabajo.                                                        | 104:20–23 |
| iv 8–11       | «Los barcos van río abajo o río arriba también... Los peces del río se lanzan a tu vista y tus rayos se adentran en el Gran Mar Verde».                       | 104:25–26 |
| vii 1–8       | Creación del ganado, los humanos y todo tipo de pequeñas bestias. Proclama: «Cuán diversas son las cosas que has creado, y todas son misteriosas a tus ojos». | 104:24    |

Grogan, Craigie, y Zimmerli señalan que, al igual que ocurre con los paralelismos con otras narraciones de la creación del Antiguo Oriente Próximo en Génesis 1, la diferencia entre los relatos bíblicos y otros relatos del Antiguo Oriente Próximo es que en las narraciones bíblicas, el sol y otras partes de la creación no son dioses, sino creaciones en sí mismas. El salmo es polémico y, por tanto, «implícitamente antipagano» (Grogan). En lugar de copiar del himno de Atón, se entiende que el Salmo 104 comenta o critica. Esto se ve reforzado por la estructura, en la que el punto focal del quiasmo es el orden de la naturaleza, en la que los cuerpos celestes son guardianes del tiempo en lugar de deidades.
El erudito bíblico Mark S. Smith ha comentado que «A pesar del apoyo constante a la comparación de los dos textos, el entusiasmo por la influencia, incluso indirecta, se ha moderado en las últimas décadas. En algunos círculos, el argumento a favor de cualquier forma de influencia se rechaza de plano. Aun así, algunos egiptólogos, como Jan Assmann y Donald Redford, defienden la influencia egipcia tanto en la correspondencia de Amarna (especialmente en EA 147) como en el Salmo 104». vanGemeren concluye que «aunque este asunto ha recibido un amplio tratamiento (véase Allen pp. 28-30) cualquier discusión sobre la asociación literaria se complica por la insuficiente evidencia del marco cosmológico de las naciones circundantes y, por lo tanto, por lo tentativo de cualquier teoría que explique las relaciones y el posible uso polémico de estos materiales».

## Usos

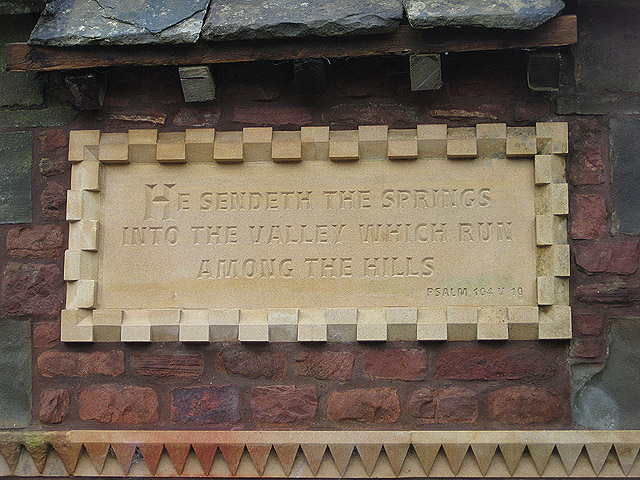
Salmo 104:10, mostrado en el pozo restaurado en Clearwell, antes conocido como Wellington, en el Bosque de Dean, al oeste de Gloucestershire, Inglaterra (2008)

### Judaísmo
- Muchos judíos observantes recitan el Salmo 104 durante los servicios matutinos de la Luna Nueva (Rosh Jodesh), aunque las costumbres varían. (ref. Daily Prayer Book, Philip Birnbaum, 1949, p. 465)
- Se recita en muchas comunidades después del Minjá del Shabat entre Sucot y Shabat Hagadol.[30]
- Algunos recitan los versículos 1-2 al ponerse el talit durante los servicios matutinos.[31]
- El versículo 24 forma parte de Hameir La'aretz en las Bendiciones antes del Shemá durante el Shajarit[32] y se encuentra en el capítulo 6, n.º 10 de Pirkei Avot Capítulo 6, n.º 10.[33]
- El versículo 31 es el primer versículo de Yehi Kivod en Pesukei Dezimra,[34] forma parte de Baruch Hashem L'Olam durante Maariv,[35] y se recita al abrir las Hakafot en Simchat Torá.[36]

### Nuevo Testamento
En el Nuevo Testamento, el versículo 4 se cita en Hebreos 1:7.

### Iglesia ortodoxa
En la Iglesia ortodoxa, el Salmo 103 (Salmo 104 en el Texto Masorético) se lee a diario al comienzo de las Vísperas, marcando el inicio de un nuevo día litúrgico. Forma parte de la decimocuarta división Kathisma del Salterio, que se lee en Maitines los jueves por la mañana, así como los martes y viernes durante la Cuaresma, en la Tercia y en Maitines, respectivamente. 
En las Vísperas, el salmo 103/104 es tradicionalmente designado para ser leído por el lector principal (es decir, el obispo si está presente, el anciano o abad de un monasterio, o el lector principal en el coro). En los días festivos en los que se celebra la Vigilia de toda la noche, este salmo es cantado por un coro, tradicionalmente con varios estribillos entre versículos.
En el contexto de las Vísperas, este Salmo se entiende como un himno a la creación, en toda la plenitud en la que Dios la ha creado: habla de animales, plantas, aguas, cielos, etc. En el ámbito del acto litúrgico, a menudo se considera el canto de Adán, cantado fuera de las puertas cerradas del Edén del que ha sido expulsado (cf. Génesis 3). Mientras el lector canta el salmo, el sacerdote se encuentra fuera de las cerradas Puertas Reales llevando solo su epitrachelion, haciendo más evidente este simbolismo.

### Iglesia católica
Este salmo se utiliza durante la Vigilia Pascual la noche del Sábado Santo (la Vigilia es la inauguración de la temporada de Pascua de cincuenta días, el final de la Semana Santa y, por extensión, la Cuaresma y el final del Triduo Pascual de tres días, que comprende el Jueves Santo, el Viernes Santo y el Domingo de Pascua). En la Liturgia de la Palabra, la primera lectura es el relato de la creación del Libro del Génesis, y el Salmo 104, que trata del mismo tema, es el salmo responsorial. Se vuelve a utilizar durante Pentecostés, al final del tiempo de Pascua, como salmo responsorial para la Vigilia y la misa dominical.
Es uno de los salmos del Oficio de lecturas de la Liturgia de las horas del segundo domingo. Para facilitar la comprensión se le asigna a cada salmo un título en rojo (rúbrica) que no forma parte del salmo. El título del Salmo 104 es Himno al Dios creador.

### Libro de Oración Común
En el Libro de Oración Común de la Iglesia de Inglaterra, este salmo está destinado a ser leído la tarde del vigésimo día del mes, impreso por John Baskerville en 1762, pp. 274-275, así como en Vísperas el Domingo de Pentecostés.

### Interpretaciones literales
El versículo 9 fue interpretado por el teólogo Jaime Pérez de Valencia (1408-1490) como una corroboración de la hipótesis del geógrafo clásico Claudio Ptolomeo de que los océanos del planeta estaban completamente rodeados de tierra. 

### Cultura popular
El filósofo alemán Johann Gottfried Herder comentó: «Vale la pena estudiar el idioma hebreo durante diez años para leer el Salmo 104 en el original».
El músico Bob Marley creía que el consumo de cannabis estaba muy extendido en la Biblia, y leía pasajes como el versículo 14 del Salmo 104 como muestra de aprobación de su uso.

## Acompañamientos musicales
En The Whole Booke of Psalmes, publicado por Thomas East en 1592, John Dowland pone música al Salmo 104 en inglés, «My soul praise the Lord». Heinrich Schütz compuso una adaptación a cuatro voces de un texto métrico alemán, «Herr, dich lob die Seele mein», SVW, 202, para el Salterio Becker de 1628. En su cantata de 1726 Es wartet alles auf dich, BWV 187, Bach puso los versículos 27 y 28 en el primer movimiento.
El himno «O Worship the King» de Sir Robert Grant, publicado por primera vez en 1833, está basado en el salmo.
El salmo 104, versículo 4, fue arreglado para coro mixto por Miriam Shatal en 1960.
El Salmo 104, en hebreo, forma parte de Akhnaten, una ópera de Philip Glass.
El príncipe Felipe, duque de Edimburgo, encargó una adaptación del Salmo 104 a William Lovelady para conmemorar su 75 cumpleaños. El 17 de abril de 2021 se interpretó una versión abreviada de la cantata para coro a cuatro voces y órgano en su funeral en la capilla de San Jorge de Windsor.